# Bayou La Batre
Bayou La Batre es una ciudad del Condado de Mobile, Alabama, Estados Unidos. En el censo de 2000, su población era de 2313. 

## Demografía
En el 2000 la renta per cápita promedia del hogar era de $ 24.539$, y el ingreso promedio para una familia era de 27.580$. El ingreso per cápita para la localidad era de 9.928$. Los hombres tenían un ingreso per cápita de 22.847$ contra 14.042$ para las mujeres.
La localidad se hizo famosa por ser la ciudad natal de Benjamin Buford "Bubba" Blue (personaje de Forrest Gump) y base de operaciones de la compañía ficticia Bubba & Gump dedicada a la pesca de gambas.

## Geografía
Bay Minette está situado en 30°24′12″N 88°14′53″O / 30.40333, -88.24806 (30.403253, -88.248117).
Según la Oficina del Censo de los EE. UU., la ciudad tiene un área total de 4.18 millas cuadradas (10.82 km ²).